# Stade Français Football
L'Stade Français Football és la secció de futbol del club esportiu Stade Français, a la ciutat de París, i que juga al suburbi de Vaucresson. Actualment la secció de futbol està a l'ombra de la de rugbi (Stade français CASG Paris), la més destacada actualment. El futbol, avui en dia, juga els campionats amateurs i regionals.

## Història
El club esportiu es fundà el 1883. La secció de futbol fou creada el 1900. Aquesta fou professional entre 1942 i 1968 i entre 1981 i 1985.
L'evolució del nom ha estat la següent:
- 1900-1942: Stade Français
- 1942-1943: Stade-CAP
- 1943-1944: Stade Français
- 1944-1945: Stade-Capitale
- 1945-1948: Stade Français
- 1948-1950: Stade Français-Red Star
- 1950-1966: Stade Français FC
- 1966-1968: Stade de Paris FC
- 1968-1981: Stade Français
- 1981-1985: Stade Français 92
- des de 1985 : Stade Français

## Palmarès
- Ligue 2: 1952
- Campionat DH Paris: 1926, 1928, 1979.
- Campionat USFSA Paris: 1909.

## Stade Français a Europa
| Temporada | Competició                   | Ronda    | País | Club        | Marcador |
| --------- | ---------------------------- | -------- | ---- | ----------- | -------- |
| 1964/65   | Copa de les Ciutats en Fires | 1a ronda |      | Reial Betis | 1-1, 2-0 |
|           |                              | 2a ronda |      | Juventus FC | 0-0, 0-1 |
| 1965/66   | Copa de les Ciutats en Fires | 1a rona  |      | FC Porto    | 0-0, 0-1 |

## Jugadors destacats
| Internacionals amb França: - Henri Arnaudeau - Larbi Ben Barek - Georges Carnus - Raoul Chaisaz - Robert Dauphin - Edmond Delfour - Jacques Dhur - Marcel Domingo - Jean Grégoire - André Grillon | - Louis Hon - André Lerond - Maryan Synakowski - Jules Monsallier - Henri Pavillard - Robert Péri - Pierre Ranzoni - Yvon Ségalen - Henri Skiba - Édouard Stachowitz - Jacques Wild | Altres: - Alfred Aston (1947/48) - Dominique Colonna (1949-1955) - Helenio Herrera (1945-1948, jugador-entrenador) - István Nyers (1946-1948) - Joseph Ujlaki (1947/48) - Simon Zimny (1958-1960) |

## Entrenadors
- Davidovitch
- Accard
- Rose
- Helenio Herrera (1945-1948)
- André Riou (1948-1950)
- J. Drugeon (1950)
- W. Wolf (1950-1951)
- Jean Grégoire (1951)
- Edmond Delfour (1952-1953)
- André Grillon (1953-1954)
- Joseph Mercier (1954-1961)
- Wadoux + Lerond (1961)
- Joseph Mercier (1961)
- Léon Rossi (1961-1963)
- Henri Priami (1963-1965)
- André Gérard (1965-1967)

?
- Alain Avisse (1975-1982)
- Claude Dusseau (1982-1984)
- Yves Todorov (1984-1985)

?